# Prionognathus
Pour le genre de conodontes  Prionognathus Pander, 1856, voir Prionognathodus Fay, 1959.

Pour le genre d'annélides Prionognathus Keferstein, 1862, voir Dorvillea Parfitt, 1866.
Genre
Prionognathus est un genre d'insectes coléoptères de la famille des Carabidae.

## Systématique
Le genre Prionognathus a été créé en 1851 par l'entomologiste français Faustin de La Ferté-Sénectère (d) (1808-1886),.

## Liste d'espèces
Selon BioLib (1 août 2022) :
- Prionognathus fossor LaFerté-Sénectère, 1851
- Prionognathus overlaeti (Burgeon, 1935)

## Étymologie
Le nom générique, Prionognathus, dérive du grec ancien πρίων, príôn, « scie » et γνάθος, gnathos, « mâchoire ». La Ferté-Sénectère indique dans sa publication de 1851 : « Ce sont les mâchoires qui ont fixé surtout notre attention : elles sont démesurément longues, plus longues que les mandibules, droites, terminées par un crochet bifide, et dentelées en scie dans toute leur longueur à leur côté interne, en observant que cette dentelure est analogue à celle que présente la dent du poisson-scie ». 

## Publication originale
- F.de La Ferté-Sénectère, « Révision de la tribu des Patellimanes de Dejean, Coléoptères pentamères de la famille des Carabiques », Annales de la Société entomologique de France, Paris, SEF et Taylor & Francis, vol. 9,‎ 1851, p. 209-294 (ISSN 0037-9271 et 2168-6351, OCLC 1765810, lire en ligne).